# الیس مانولوا
الیس مانولوا (به انگلیسی: Elis Manolova؛ زادهٔ ۱۷ ژانویهٔ ۱۹۹۶) یک کشتی‌گیر آزادکار کشور جمهوری آذربایجان است.
از افتخارات وی می‌توان به کسب مدال برنز مسابقات قهرمانی کشتی جهان ۲۰۱۹ اشاره کرد. وی سابقه حضور در المپیک ۲۰۲۰ توکیو را دارد.